# 在日ネパール人
在日ネパール人（ざいにちネパールじん）は、日本に一定期間在住するネパール国籍の人々である。日本に帰化や亡命した人、およびその子孫のことをネパール系日本人と言う。

## 概要
2024年末現在、日本に在留するネパール人は233,043人である。 2000年の3,649人と比べると大幅に増加している。特に2010年に入ってから急激に増えたとされ、在日ベトナム人と並び日本の2010年代の外国人増加の中心を担っており、日本の外国人数の出身国でも全体でも中国、韓国、フィリピンに次ぐ5位、南アジア出身国では最大のコミュニティとなってあり、日本最大のヒンドゥー教コミュニティもネパール人からである。
訪日するネパール人が急激に増えた原因の一つに、10年に及ぶ内戦やそのさなかに起きた王族殺害事件によるネパール国内の混乱がある。2014年の日本への難民申請者5000人の内、ネパール国籍の申請者は1293人となり、国籍別では最多である。
2024年末時点では在留資格別にみると留学の85,431人が最も多く、これは中国についで二番目の多さである。次に、家族滞在60,096人、技術・人文知識・国際業務40,489人、技能18,124人、永住8,334人の順となっている。技能ビザでの滞在は中国を上回って最も多く、インド・ネパール料理店のシェフとして働く人が多い。実際に各地でネパール料理屋が急増している。都道府県別に見ると、もっとも多いのがの東京都49,104 人で、次に大阪府19,864人、千葉県19,074人、福岡県18,753人、愛知県18,445人、埼玉県15,867人、神奈川県15,658人、の順となり、首都圏と京阪神圏、愛知県、福岡県に集中している。また、沖縄県にも多く全国で11番目の5,570人を数える。留学生として来日していても実態は週28時間までの労働が認められているために飲食店やコンビニエンスストア等で働く人が多く、移民労働者としての側面も持っている。
東京都新宿区の新大久保駅界隈はネパール人が500人程在住し、ネパール人街を形成しつつある。また、沖縄県の外国人労働者のうち、ネパール人は3割を占め、割合でトップとなっている。在留外国人統計に含まれない在日米軍を除けば沖縄県で最も多い外国人はネパール人である。

## 統計
在留資格別（10位まで）
| 順位 | 在留資格                 | 人数   |
| ---- | ------------------------ | ------ |
| 1    | 留学                     | 85,431 |
| 2    | 家族滞在                 | 60,096 |
| 3    | 技術・人文知識・国際業務 | 40,489 |
| 4    | 技能                     | 18,124 |
| 5    | 永住者                   | 8,334  |
| 6    | 特定技能１号             | 7,003  |
| 7    | 経営・管理               | 2,830  |
| 8    | 技能実習2号口            | 1,923  |
| 9    | 日本人の配偶者           | 1,567  |
| 10   | 介護                     | 1597   |

都道府県別 2024年末時点 (10位まで)
| 順位 | 都道府県 | 人数   |
| ---- | -------- | ------ |
| 1    | 東京都   | 49,104 |
| 2    | 大阪府   | 19,864 |
| 3    | 千葉県   | 19,074 |
| 4    | 福岡県   | 18,753 |
| 5    | 愛知県   | 18,445 |
| 6    | 埼玉県   | 15,867 |
| 7    | 神奈川   | 15,658 |
| 8    | 兵庫県   | 8,959  |
| 9    | 群馬県   | 6,142  |
| 10   | 静岡県   | 5,944  |

## 脚註
1. 1 2  令和6年末現在における在留外国人数について
2. ↑  竹村真紀子 (2014年9月3日). “ネパール人をランチに誘ってはいけません？”.  東洋経済オンライン. 2014年9月6日閲覧。
3. ↑  “申請急増のネパール人から初の難民認定　愛知の夫婦”. 朝日新聞デジタル. (2015年4月24日) 2015年4月2日閲覧。
4. ↑  藤巻秀樹 (2012年7月3日). “大久保はネパール人コミュニティーでもある”.  日経ビジネスオンライン. 2013年3月28日時点のオリジナルよりアーカイブ。2015年2月25日閲覧。
5. ↑  “急増するネパール人　沖縄に来た理由（１）　「日本は素晴らしい国」　夢を追い勉学とバイトの日々”. 沖縄タイムス. (2016年8月6日) 2016年8月10日閲覧。
6. 1 2  “【令和６年末】公表資料（PDF : 5.0MB）”.   出入国在留管理庁. 2025年3月17日閲覧。